# Leon de Goian
Leon cavaler de Goian (în germană Leo Ritter von Gojan; n. 12 februarie 1843, Jadova, Imperiul Austriac – d. 16 octombrie 1911, Suceava, Austro-Ungaria) a fost un avocat, muzician și om politic român din Bucovina. 

## Biografie
S-a născut în 1843 în satul Jadova, în Bucovina de Nord, azi în Ucraina. A studiat la gimnaziul din Cernăuți, apoi a absolvit dreptul în cadrul Universității din Viena, urmând în paralel și cursurile Conservatorului din Viena. A lucrat apoi ca procuror, mai întâi la Cernăuți, apoi la Suceava. S-a retras din magistratură în 1906.
A fost implicat în viața muzicală a regiunii, fiind unul dintre principalii promotori ai culturii române din Bucovina austriacă.
A fost membru al Consiliului Imperial în perioada 1889-1891, înlocuindu-l pe Nicolae de Grigorcea în urma decesului acestuia.
Leon Goian a decedat în 1911 în Suceava. 